# 永和 (朱一貴)
永和（えいわ、台湾語：Éng-hô）は、1721年に清代からの台湾の独立を達成した朱一貴が建てた、台湾独自の年号（清朝からは私年号とされる）。キリスト教歴1721年。

## 西暦・干支との対照表
| 永和 | 元年     |
| 西暦 | 1721年   |
| 干支 | 辛丑     |
| 清   | 康熙60年 |